# Fisk
Fisk és una població dels Estats Units a l'estat de Missouri. Segons el cens del 2008 tenia 368 habitants.

## Demografia
Segons el cens del 2000, Fisk tenia 363 habitants, 169 habitatges, i 102 famílies. La densitat de població era de 424,7 habitants per km².
Dels 169 habitatges en un 25,4% hi vivien nens de menys de 18 anys, en un 42% hi vivien parelles casades, en un 14,8% dones solteres, i en un 39,6% no eren unitats familiars. En el 35,5% dels habitatges hi vivien persones soles el 18,3% de les quals corresponia a persones de 65 anys o més que vivien soles. El nombre mitjà de persones vivint en cada habitatge era de 2,15 i el nombre mitjà de persones que vivien en cada família era de 2,8.
Per edats la població es repartia de la següent manera: un 23,7% tenia menys de 18 anys, un 6,1% entre 18 i 24, un 24,8% entre 25 i 44, un 24,8% de 45 a 60 i un 20,7% 65 anys o més.
L'edat mediana era de 42 anys. Per cada 100 dones de 18 o més anys hi havia 75,3 homes.
La renda mediana per habitatge era de 19.886 $ i la renda mediana per família de 27.000 $. Els homes tenien una renda mediana de 20.500 $ mentre que les dones 16.250 $. La renda per capita de la població era d'11.577 $. Entorn del 17% de les famílies i el 30,7% de la població estaven per davall del llindar de pobresa.

## Poblacions més properes
El següent diagrama mostra les poblacions més properes.